# Маверик (округ)
Округ Маверик (англ. Maverick county) — округ штата Техас Соединённых Штатов Америки. На 2000 год в нём проживало 47 297 человек. По оценке бюро переписи населения США в 2009 году население округа составляло 53 203 человек. Окружным центром является город Игл-Пасс.

## История
Округ Маверик был сформирован в 1856 году. Он был назван в честь Сэмуэла Аугустуса Мэверика, члена легислатуры штата и фермера, жившего недалеко от будущего округа.

## География
По данным бюро переписи населения США площадь округа Маверик составляет 3346 км², из которых 3315 км² — суша, а 31 км² — водная поверхность (0,90 %).

### Основные шоссе
- Шоссе 57
- Шоссе 277
- Автострада 131

### Соседние округа и муниципалитеты
- Кинни  (север)
- Завала  (восток)
- Диммит  (восток)
- Уэбб  (юго-восток)
- Герреро, Коауила, Мексика  (юго-запад)
- Хименес, Коауила, Мексика (запад)
- Пьедрас-Неграс, Коауила, Мексика  (юго-запад)